# Franz Gertsch
 (décembre 2022).
Si vous disposez d'ouvrages ou d'articles de référence ou si vous connaissez des sites web de qualité traitant du thème abordé ici, merci de compléter l'article en donnant les références utiles à sa vérifiabilité et en les liant à la section « Notes et références ».
Franz Gertsch est un peintre et graveur suisse né le 8 mars 1930 à Morenges (canton de Berne) et mort le 21 décembre 2022 à Riggisberg (canton de Berne).

## Biographie
De 1947 à 1950, Franz Gertsch fréquente l'école de peinture de Max von Mühlenen, à Berne, où la galerie Simmen présente en 1949 sa première exposition personnelle. Jusqu'en 1952, toujours à Berne, où il résidera jusqu'en 1974, il se perfectionne dans le domaine des techniques picturales auprès de Hans Schwarzenbach. En 1967, il reçoit la Bourse Louise Aeschlimann, à Berne : c'est l'époque des images pop aux typologies simplifiées. Il expérimente sa technique réaliste à partir de l’automne 1968, après différentes expérimentations infructueuses en sculpture, puis en peinture. La première des peintures réalistes de Franz Gertsch date de 1969 : « Huaa ...! », cavalier au galop, sabre levé, interprète une double page du périodique Salut les copains. Suivent entre 1970 et 1980 les scènes de famille ou de groupes (comme la série de trois tableaux Saintes Maries de la Mer peints lors d'un voyage dans le sud de la France en 1971 où il a photographié les enfants gitans sur la plage des Saintes Maries de la Mer, le pèlerinage des Saintes Maries ayant lieu les 24 et 25 mai de chaque année) et les portraits « en situation » d'amis du milieu de l'art. Avec Huaa... ! (1969) marque donc le  début de cette période d’exploration de l’illusion hyperréaliste qui se termine avec la série de portraits de Patti Smith en 1979.
À la fin de l'année 1970, Jean-Christophe Ammann, directeur du Kunstmuseum de Lucerne, invite Franz Gertsch à y présenter, à plus de quarante ans, sa première grande exposition. Pendant la préparation de l’exposition, Ammann présente Gertsch à Luciano Castelli, un jeune artiste, photographe et performer, personnalité phare de la scène lucernoise. Castelli vit alors dans un logement communautaire et Gertsch rencontre son cercle d’amis. En simple observateur, il documente par une série de clichés, le quotidien de ces jeunes gens enclins à confondre l’art et la vie, à transgresser les identités de genre et les catégories artistiques. À partir de ces images, Frantz Gertsch consacrera sept années à l’exécution d’une série de toiles elles-mêmes marquées par leur emprunt simultané aux registres de la photographie et de la peinture.
En 1972, à la documenta 5 à Cassel, qui « interroge la réalité » et les iconographies contemporaines, son tableau Medici a été particulièrement remarqué. Il montre cinq jeunes gens appuyés à une barrière devant le Kunstmuseum de Lucerne ; leurs tenues et leurs poses, leurs expressions aussi, suggèrent une sortie entre amis. L'artiste a pris la photographie et l'a reportée sur la toile puis l'a démesurément agrandie grâce à un système de projection de diapositive. En 1972, à la faveur de Documenta v, Franz Gertsch voyage : France (Paris), États-Unis (1972, 1973, 1986), Italie, Autriche, Écosse, Allemagne, Japon (1987). Grâce à une bourse du DAAD, il passe une année à Berlin en 1974-1975.
Son œuvre a été présentée à Paris en 1974 (CNAC) dans l’exposition Hyperréalistes américains – Réalistes européens tandis qu’en 1975 une exposition monographique a circulé à Berlin (Akademie der Künste), Brunswick, Düsseldorf et Bâle. Franz Gertsch participe à sa première grande exposition collective. À son retour de Berlin, Franz Gertsch passe quelques mois à Berne, avant de se fixer en 1976 à « Rüschegg » (non loin de Fribourg et de Berne), où il vit et travaille depuis.
À partir de 1976, avec « Franz et Luciano », son œuvre s'oriente vers les représentations d'un ou plusieurs personnages plus cadrés dans leur présence et spécificité propres.
Franz Gertsch a choisi comme modèle la légende du rock Patti Smith après avoir vu sa photo sur la couverture de son disque « Horses »  prise par Robert Mapplethorpe et après avoir entendu sa voix et sa musique. Il est allé la rencontrer et la photographier à Cologne en 1977. Les peintures de Franz Gertsch de l'icône du rock de toute une génération a largement contribué à notre mémoire collective à son sujet. Il l'a représentée, en toute simplicité d'une manière réaliste et authentique. Accroupie en face d'un amplificateur, vue de derrière ou positionnée du centre vers le bord de la peinture, un peu sur la défensive en étant proche de lourds micros. Cette peinture est une contre-proposition à la mise en scène d'Andy Warhol de personnages médiatiques comme  Marilyn Monroe et Elvis Presley. Franz Gertsch a réussi à réanimer les années 1970 dans ses peintures grâce à sa capture parfaite des vêtements et des couleurs, l'ambiance spécifique de ces années.
La Biennale de Venise l'invite en 1978 à exposer dans le cadre de Dalla natura all'arte. Dall'arte alla natura. À partir du début des années 1980, ses thèmes de prédilection sont des portraits de femmes, des images de la nature. Entre 1980 et 1986, il peint des portraits en grand format uniquement en resserrant les portraits qu’il réalise en se focalisant sur la tête de ses modèles  contemporains et déclare que chaque détail de l'image (nez, iris, fond) a une importance identique au sein de l'image. Le spectateur est ainsi incité à dévisager les différentes zones de ces visages paysages.
Le grave et grand autoportrait de 1980 engage la focalisation de l'artiste sur la tête. Cette vision prévaut jusqu'à « Johanna II », peinture achevée en 1986. Peu à peu, les dispositifs compositionnels se simplifient, le temps d’exécution s’allonge, et la narration disparaît au profit d’une spiritualisation de la peinture. Les paysages accompagnent son parcours, de façon permanente, de même qu’un titanesque travail de xylogravure pendant de longues années (entre 1986 et 1993), mettant entre parenthèses son travail de peintre, alternant ensuite les phases de gravure et de peinture au gré de ses envies.
En 1994, l'artiste reprend le pinceau à la faveur de quelques peintures sur Japon, à motifs végétaux culminant dans « Lapis-lazuli : 8.III.1995 », qui est une méditation totalement « abstraite » sur la couleur, le ciel nuageux, l'élémentaire et l'eau, dans leur immense magma. Suivent, toujours en très grand format, des toiles sur le thème de l'herbe entre 1995 et 1997. 
Il entreprend alors un nouveau portrait monumental, « Silvia », aux échos Renaissance, achevé en 1998 et qu'on verra à la Biennale de Venise de 1999, alors qu'il est en train d'en réaliser une variante, menée à terme en 2000. Silvia I, 1998 est le début d'une nouvelle phase fond bleu peint avant la figure, rappelle les portraits de la Renaissance et émancipe la peinture de sa matrice photographique également dans les peintures d’herbes exécutées à la même période. Le modèle n’est plus tant la nature que le propre travail de l’artiste et les œuvres appartenant à cette série sont toutes issues de détails du premier tableau.
En 2002, dans le cadre d'une commande publique, il a réalisé pour la Chalcographie du Louvre une xylogravure intitulée Pétasite III (Pestwurz III).
Franz Gertsch meurt le 21 décembre 2022 à l'âge de 92 ans.

## Le musée Franz-Gertsch
En 2002, à Burgdorf (nord-est de Berne), le musée Franz-Gertsch a été inauguré. Il a été conçu en collaboration avec l’artiste. Constitué de deux parallélépipèdes de béton, l'architecture, réduite à sa plus simple expression, est volontairement austère, et illustrant  le concept du fameux white cube de Brian O’Doherty, créant ainsi des espaces neutres permettant de focaliser le regard du spectateur sur les tableaux de l’artiste. À l'entrée du nouveau Museum Franz Gertsch sont visibles le portrait de l'artiste et une citation de Paul Klee : « L'art ne reproduit pas le visible, il rend visible. » Le mécène du musée, Willy Michel, riche industriel de Berthoud ; le directeur, docteur en histoire de l'art Reinhard Spieler et l'artiste gèrent et financent le musée.  L’institution a co-organisé avec le Kunstmuseum de Berne, en 2005, la rétrospective de l’artiste la plus importante à ce jour.

## Mettre le monde à distance
(décembre 2022).
- Si vous ne connaissez pas le sujet, laissez ce bandeau (vous pouvez alors contacter les auteurs).
- Si vous supprimez le contenu mis en cause (vous pouvez préalablement contacter les auteurs),

argumentez précisément cette suppression dans la page de discussion
(un manque de référence n'est pas un argument ; une recherche réelle de référence doit avoir été effectuée, être formellement documentée).

### Une peinture à partir d'un modèle photographique
Le peintre est aussi photographe et metteur en scène, gérant accessoires, éclairage, position des acteurs. Il sait qu'au moment de la prise de vue que les images ne resteront pas des photographies et qu'elles serviront de base iconographique pour sa peinture. Son regard de peintre-photographe va permettre de former des photographies-futures-peintures.
Quand les images sont sélectionnées, Frantz Gertsch en tire des diapositives projetées en très grand format sur une immense toile blanche. Frantz Gertsch fixe l’image sur la toile.  La soumission à l’image est donc complète. À l’instar de celle de Chuck Close, la peinture de Franz Gertsch s’appuie sur un « modèle » photographique, l’artiste réalisant des images d’images.
Les œuvres reproduisent donc certaines des caractéristiques propres à l’utilisation de ce médium : contrastes entre zones floues situées en arrière-plan et zones nettes en premier plan, jeux d’ombres et de lumières dus à la mise en œuvre du flash lors de la prise de vue, et transparence des couleurs liée à l’utilisation de la diapositive au moment de l’exécution du tableau. La distance devient dès lors une question essentielle, celle à laquelle le sujet est lisible.
Cette technique rappelle deux légendes : la légende de Dibutade, la fille du potier de Sycione, rapportée par Pline l’Ancien et la légende de Zeuxis, artiste de l’Antiquité. Dibutade dessine, sur le mur de la maison familiale, le contour du profil de son fiancé, grâce à l’ombre portée de celui-ci. Ce mythe fut considéré, au début XVIIIe siècle, comme l’origine de la peinture et donna lieu à de nombreux tableaux. Zeuxis avait peint une grappe de raisin si ressemblante que les oiseaux venaient la picorer.

### Une réactualisation du procédé de la xylogravure
La technique de la gravure adoptée par Franz Gertsch s'inscrit dans la vieille tradition asiatique et européenne de l'impression en relief, celle de la taille blanche, mais sous une modalité novatrice. Sa technique renvoie au criblé qui se pratiquait sur métal à la fin du XVe siècle ou au pointillé du XVIIIe siècle. Au moyen de gouges-couteaux, le peintre-graveur pique la plaque de bois dressée devant lui. Ce semis de retraits de matière se traduira au tirage par autant d'éclats lumineux au sein d'un aplat coloré. Le modelé est seulement assuré par un réseau de points sans tracés linéaires ni ombres. Franz Gertsch lève, à strictement parler, les lumières de la forme. Pour se guider de proche en proche sur la plaque de bois, il projette par intermittences une diapositive. Lorsque l’image disparaît, l’atelier est allumé et l’artiste peint alors de mémoire ce qu’il a enregistré de l’image projetée. Lorsque l’on s’approche du piqueté réalisé, de minuscules trous incisés apparaissent dans le bois par l’artiste qui  deviendront des points qui ont échappé à l’encrage, et qui créent des réserves blanches sur le papier. Cette trame, cette résille fait oublier un temps l’image globale, absorbe dans le motif ornemental répétitif mais toujours différent qui constitue la surface de l’image. Ce code, ce cryptage de l’image se révèle lorsque nous nous mettons à distance de la gravure, offrant alors une image complète, un tout uniformisé par la distance que nous prenons avec lui. Ce réseau piqueté offre à l’image un « grain », une matière, une présence qui en module la surface.
Cette technique artistique illustre de manière concrète la citation de Merleau-Ponty : « Tout ce que je sais du monde, je le sais à partir d'une vue mienne »  et non pas à partir d'une définition prétendument objective[réf. nécessaire]. 
Le procédé de la xylogravure est réactualisé par le choix des couleurs qu’il utilise (la monochromie apporte une touche contemporaine à cette technique ancestrale) et par les formats choisis qui font écho à l’échelle d’affiches publicitaires, et non ceux traditionnellement utilisés en gravure.
Les paysages, les portraits ou les scènes représentés dans les gravures de Franz Gertsch ne sont pas hyperréalistes. L’emploi de la monochromie les éloignent de la mimesis. La mise à distance avec l’image-modèle est opérée par une simplification non pas formelle comme le ferait un artiste se dirigeant vers l’abstraction, mais chromatique avec des jeux d’ombre et de lumière, des variations colorées, la texture de l’image. L’image apparaît au prix d’un effort pour la distinguer. Les surfaces des gravures peuvent sembler unies, puis des formes naissent. En observant les gravures de Franz Gertsch, le mouvement inverse intervient : au début, l'observateur ne voit rien, puis l’image apparaît. Dans ses peintures, nous voyons tout, tout d’un coup, puis l’image disparaît au profit d’une fragmentation, effectuée par notre regard qui se disperse, qui se dissout dans l’image.
Le processus de peinture adopté par Franz Gertsch est très long : il travaille en dehors des temps, des normes, des valeurs contemporaines. Il utilise une toile non apprêtée ainsi que des pigments minéraux naturels liés dans de la résine Dammar et de la cire d'abeille. La dimension des œuvres leur confère un statut  particulier. « La monumentalité des formats éloigne toute relation intimiste entre les personnages représentés et le spectateur ». Ces images se transforment en icônes, peintures sacrées qui subjuguent  le spectateur à l'instar des fidèles devant des images religieuses de la Renaissance situées dans les églises. Les images sont tirées en très grand format sur papier Japon, des feuilles immenses réalisées par un maître japonais : Ivano Heizaburo.
Depuis les années 1980, Franz Gertsch omet volontairement les indices permettant d’identifier l’époque à laquelle a été réalisée la peinture[source secondaire souhaitée].

## Principales œuvres
- 1980 : Autoportrait
- 1979 : Patti Smith
- 1997-1998 : Silvia
- 1999-2000 : Gräser
- 1976 : Luciano

## Expositions
- 1972 : Kunstmuseum de Lucerne
- 1980 : Kunsthaus de Zurich
- 1986 : Musée d’art moderne de Vienne (Autriche)
- 1990 : Musée d’art moderne de New York
- 1994 : Musée des Beaux-Arts de Berne
- 2001 : Biennale de Venise
- 2005 : Musée des Beaux-Arts de Berne
- 2011 : Kunsthaus de Zurich
- 2014 : Musée Les Abattoirs de Toulouse